# Assemblée nationale (République batave)
Pour les autres articles nationaux ou selon les autres juridictions, voir Assemblée nationale.

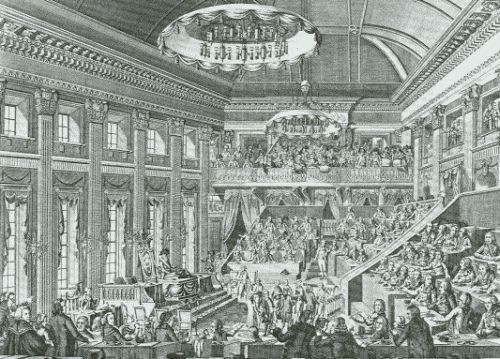
Ouverture de la Nationale Vergadering à La Haye le 1er mars 1796.

L’Assemblée nationale de la République batave (Nationale Vergadering) était le nom du parlement néerlandais entre 1796 et 1798. L'Assemblée nationale a été fondée en 1796 après les élections générales de janvier et février 1796. Elle a remplacé les états généraux des Provinces-Unies. Entre 1796 et 1798, au cours de son mandat (généralement quinze jours), le président de l'Assemblée nationale était le chef de l'État de la République batave. 
Un certain nombre de membres de la seconde Assemblée nationale (élue en 1797) ont été expulsés après le coup d'État du 25 janvier 1798 organisé les unitaristes menés par Pieter Vreede avec l'aide du général Daendels. Cette assemblée-croupion rédige un projet de constitution adopté par référendum mais elle a été elle-même dissoute après un second coup d'État le 12 juin 1798, mené à nouveau par Daendels. Les patriotes modérés mettent en place les institutions de la nouvelle constitution, connue sous le nom de Directoire exécutif de la République batave. Les deux chambres du Corps législatif batave succèdent à l'Assemblée nationale le 31 juillet 1798.

## Présidents de l'Assemblée nationale

### Première Assemblée
- Pieter Paulus (du 1er mars 1796 au 17 mars 1796)
- Pieter Leonard van de Kasteele (du 18 mars 1796 au 1er avril 1796)
- Albert Johan de Sitter (du 1er avril 1796 au 17 avril 1796)
- Jan Bernd Bicker (du 17 avril 1796 au 3 mai 1796)
- Daniël Cornelis de Leeuw (du 3 mai 1796 au 17 mai 1796)
- Rutger Jan Schimmelpenninck (du 17 mai 1796 au 30 mai 1796)
- Jan Arend de Vos van Steenwijk (du 30 mai 1796 au 13 juin 1796)
- Jacob George Hieronymus Hahn (du 13 juin 1796 au 27 juin 1796)
- Paulus Hartog (du 27 juin 1796 au 11 juillet 1796)
- Willem Aernout de Beveren (du 11 juillet 1796 au 25 juillet 1796)
- Ludovicus Timon de Kempenaer (du 25 juillet 1796 au 8 août 1796)
- Jan Pieter van Wickevoort Crommelin (du 8 août 1796 au 22 août 1796)
- Paulus Emmanuel Antonie de la Court (du 22 août 1796 au 5 septembre 1796)
- Jacob Jan Cambier (du 5 septembre 1796 au 19 septembre 1796)
- Jacobus Kantelaar (du 19 septembre 1796 au 3 octobre 1796)
- Tammo Adriaan ten Berge (du 3 octobre 1796 au 17 octobre 1796)
- Bernardus Blok (du 17 octobre 1796 au 31 octobre 1796)
- Gerrit David Jordens (du 31 octobre 1796 au 14 novembre 1796)
- Abraham Gijsbertus Verster (du 14 novembre 1796 au 28 novembre 1796)
- IJsbrand van Hamelsveld (du 28 novembre 1796 à 12 décembre 1796)
- Cornelis van Lennep (du 12 décembre 1796 au 26 décembre 1796)
- Jan Hendrik Stoffenberg (du 26 décembre 1796 au 9 janvier 1797)
- Lambert Engelbert van Eck (du 9 janvier 1797 au 23 janvier 1797)
- Willem Queysen (du 23 janvier 1797 au 6 février 1797)
- Carel de Vos van Steenwijk (du 6 février 1797 au 20 février 1797)
- Hendrik van Castrop (du 20 février 1797 au 6 mars 1797)
- Meinardus Siderius (du 6 mars 1797 au 20 mars 1797)
- Cornelis Wilhelmus de Rhoer (du 20 mars 1797 au 3 avril 1797)
- Jan Couperus (du 3 avril 1797 au 17 avril 1797)
- Jacob Abraham de Mist (du 17 avril 1797 au 1er mai 1797)
- Jan Bernd Bicker (du 1er mai 1797 au 15 mai 1797)
- Rutger Jan Schimmelpenninck (du 15 mai 1797 au 29 mai 1797)
- Gerard Willem van Marle (du 29 mai 1797 au 12 juin 1797)
- Herman Hendrik Vitringa (du 12 juin 1797 au 26 juin 1797)
- Johan Herman de Lange (du 26 juin 1797 au 10 juillet 1797)
- Ambrosius Justus Zubli (du 10 juillet 1797 au 24 juillet 1797)
- Willem Hendrik Teding van Berkhout (du 24 juillet 1797 au 7 août 1797)
- Scato Trip (du 7 août 1797 au 21 août 1797)
- Pieter Leonard van de Kasteele (du 21 août 1797 au 1er septembre 1797)

### Seconde Assemblée
- Jan David Pasteur (du 1er septembre 1797 au 18 septembre 1797)
- Adrianus Ploos van Amstel (du 18 septembre 1797 au 2 octobre 1797)
- Joachim Nuhout van der Veen (du 2 octobre 1797 au 16 octobre 1797)
- Hugo Gevers (du 16 octobre 1797 au 30 octobre 1797)
- Jacob van Manen (du 30 octobre 1797 au 13 novembre 1797)
- Pieter Vreede (du 13 novembre 1797 au 27 novembre 1797)
- Stefanus Jacobus van Langen (du 27 novembre 1797 au 11 décembre 1797)
- Jacobus Blaauw (du 11 décembre 1797 au 25 décembre 1797)
- Joan Bernard Auffmorth (du 25 décembre 1797 au 8 janvier 1798)
- Johan Frederik Rudolph van Hooff (du 8 janvier 1798 au 19 janvier 1798)
- Johannes Henricus Midderigh (du 19 janvier 1798 au 25 janvier 1798)